# Éljen a Magyar!
Az Éljen a Magyar! egy gyorspolka csárdás ritmusban, amelyet ifj. Johann Strauss komponált, és 1869-ben adták elő legelőször a Pesti Vigadóban. Gyakran adják elő a bécsi újévi koncerten.

## Keletkezése
1869-ben ifj. Strauss már hat éve töltötte be a bécsi udvar császári–királyi báli karmesterének szerepét (k.k. Hofballmusikdirektor). Ez a pozíció azt feltételezte, hogy folyamatosan újabb és újabb, udvari bálokhoz illő műveket szerezzen, amelyeknek tipikus példája az Op. 332 Éljen a Magyar polka. A kottát 1869-ben adta ki Bécsben Carl Anton Spina.

## Bemutatója
Az 1840-es években ifj. Johann Strauss többször fellépett Pesten, azonban a szabadságharc és az utána következő korszak már nem tette lehetővé ezt. Csak a kiegyezés után, 1869-ben került sor újabb pesti vendégszereplésre, a március 15-éhez kapcsolódó rendezvények alkalmából. Március 16-án a nemrég felavatott Pesti Vigadóban tartott koncerten kapott helyet az Éljen a Magyar! ősbemutatója.

## Jellemzése
A darab gyorspolka (Schnellpolka) csárdás ritmusban, amely több zenei és hangzásbeli utalást tartalmaz a magyar életre: „kuruc” kvartok, a dobok ostorcsattogást idéző bevágásai, a Rákóczi-induló és a Rákóczi-kesergő dallamai. Az előadás végén a zenészek magyarul Éljent kiáltanak.
Az A szakasz három különböző dallamot tartalmaz, amelyek mindegyike bécsi hangulatú, Strauss idejében azonban magyarosnak számítottak. A kromatikus hajlítások és pontozott ritmusok is magyar táncokat idéznek. A B szakasz rendhagyóan csak egy dallamból áll, továbbá nem 8+8 sémájú, hanem a dallam meghosszabbításával 28 ütemet tartalmaz.